# Litavis
Litavis (também conhecida como Litauis, Litaui, Litauia,, and Llydaw) é uma deusa na mitologia celta cultuada por gálicos antigos. O nome dela é encontrado em inscrições achadas em Aignay-le-Duc e Mâlain da Côte-d'Or, França, onde é invocada com o deus Marte Cicolluis  galo-romano em um contexto que sugere que possa ter sido sua consorte. Também, uma inscrição dedicatória latina de Narbona (que estava mais ao sul da Gália), França, conduz às palavras “MARTI CICOLLUI ET LITAVI” (“Mars Cicolluis e Litavis”).
“Letavia” ou “Letauia” pode ser derivada da raiz proto-indo-européia *pelHa- "espalhando-se plana", via uma formação grau-zero, sufixada, *PltHa-wiH, significando "O Vasto". O nome pode desta forma ser comparado à deusa terrestre védica “Prthvi” e ao nome de lugar grego Plataia, sugerindo que Letavis é uma deusa mãe ou terrestre.
Em textos latinos ou britânicos, Llydaw é dada como “Letavia” (quae antiquitus letauia sive armorica uocata est [“que era antigamente chamada Letavia ou Armorica”], da crônica de Roberto de Torigni e in partes letaniae quae pars est armoricae siue britanniae minoris [“nas regiões da Letania, que é uma parte da Armorica ou Pequena Britânia”] da vida de Saint Goulven, mostrando a confusão comum de u/v e n em manuscritos medievais). “Letavia” pode ser derivada de “Litavis,” fazendo a região significar a “Terra de Litavis”.[carece de fontes?]

### Gerais
- “Litavia”— artigo em Jones’ Enciclopédia Céltica de Mary Jones
- «"Litavis"». — Litavis no testamento de Lingon (em francês); Tradução automática do Google para o inglês
- Traduções etimológicasde “Litanus,” “Litaui/Litavi,” “Litauis/Litavis,” etc. de Patrick Cuadrado (em francês); Tradução automática do Google para o inglês